# Маковье (озеро)
Маковье — озеро в России, располагается на территории Кореневского и Снагостского сельсоветов Кореневского района Курской области. Охраняется с 2018 года как памятник природы регионального значения «Озеро Маковье».
Представляет собой старицу, тянущуюся вдоль левого берега среднего течения реки Сейм. Находится в устье реки Крепны на высоте 137 м над уровнем моря, севернее села Краснооктябрьское. Дно зыбкое, песчаное. Берега болотистые, поросшие травянистой и древесно-кустарниковой растительностью. С северо-восточной стороны прилегает лес с преобладанием дуба и сосны. Через протоки сообщается с несколькими соседними озёрами и Сеймом.